# Jos Serrarens
Petrus Josephus Servatius (Jos) Serrarens (Dordrecht, 12 november 1888 – Bilthoven, 26 augustus 1963) was een vakbondsvoorman, politicus voor de RKSP en de KVP en rechter in het gerechtshof van de EGKS.

## Biografie
Petrus Josephus Servatius (Jos) Serrarens werd op 12 november 1988 geboren. Hij was het tweede en laatste kind in het gezin van Petrus Franciscus en Anna Maria Christina Janssen. De vader werkte als administrateur bij de Benthienkazerne van de pontonniers in Dordrecht. Jos Serrarens volgde Lager Onderwijs bij de katholieke parochiale jongensschool St. Jozef. Zijn goede resultaten maakten een plaatsing op de Hogereburgerschool (HBS) mogelijk. In 1905 behaalde hij zijn diploma. Serrarens wilde Rechten studeren in Leiden, maar zijn vader vond dit niet goed. Hij ging naar de Katholieke Vormschool in Rotterdam (een kweekschool). Hij haalde zijn onderwijsakte voor de Lagere School in 1907 en ging in Dordrecht lesgeven.
In de periode na 1907 was hij lid en voorzitter van de Dordtse propagandaclub ‘Thomas van Aquino’. Deze club richtte zich op het plaatselijke katholieke leven, de katholieke drankbestrijding en het geven van cursussen. Eind 1909, Serrarens was toen 21 jaar, nam hij het initiatief tot het per bisdom bundelen van de propagandaclubs. Hij verhuisde in 1915 naar Leiden om daar rechten te studeren.

### Leidse en Utrechtse jaren
Hij kwam in contact Piet Aalberse (1871-1948). Serrarens publiceerde een artikel in het Weekblad voor Katholieke Sociale Actie, dat door Aalberse was opgericht als uitvloeisel van de sociale pauselijke encycliek Rerum Novarum. Aalberse vroeg hem leiding te geven aan het roomse tuberculosefonds Herwonnen Levenskracht (Utrecht).

### Landelijke activiteiten
Bij het uitbreken van de Eerste Wereldoorlog moest Serrarens in dienst, waarbij hij de R.K. Bond voor Dienstplichtigen ‘St. Joris’ oprichtte. Hij bedong bij de regering bij de Minister van Arbeid (Aalberse) een verbetering voor de positie van arbeiders. Serrarens werd lid van de Hoge Raad van Arbeid (de voorloper van de SER) namens het R.K. Vakbureau. Hij kreeg een toezegging voor de oprichting van het noodsanatorium ‘Berg en Bosch’ in Apeldoorn. Hij werd als lid van de Roomsch-Katholieke Staatspartij, later de Katholieke Volkspartij, volksvertegenwoordiger in de Eerste Kamer der Staten-Generaal van 1929 tot 1937, en van 1937 tot 1952 in de Tweede Kamer.

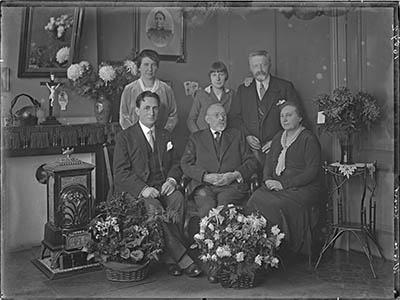
Familiebijeenkomst Serrarens (1930, Jos linksvoor). Hij was toen kamerlid.
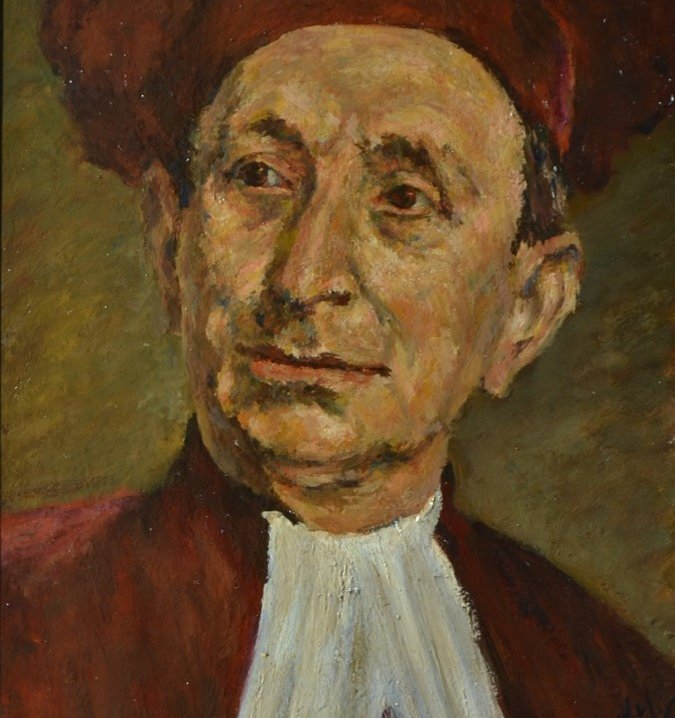
Serrarens als rechter (schilder: Jan van Wageningen)

### Internationale Activiteiten
In 1920 werd Serrarens secretaris van het Internationaal Christelijke Vakverbond (ICV). Hij was een voorstander van het afschaffen van de strakke en falende bezuinigingspolitiek van Colijn en bepleitte de afschaffing van de ‘gouden standaard’ en het starten van internationaal grote openbare werken. In de periode 1934-1940 schreef hij artikelen tegen het fascisme, en moest daardoor in 1940 onderduiken. In 1948 zat hij namens het ICV in de Commissie voor de Rechten van de Mens van de Verenigde Naties.
Hoewel hij zijn rechtenstudie nooit had afgemaakt werd hij in december 1952 als vertegenwoordiger van de vakbeweging benoemd tot rechter in het gerechtshof van de Europese Gemeenschap voor Kolen en Staal, een functie die hij tot oktober 1958 zou uitoefenen.

### Onderscheidingen
- Ridder in de Orde van de Nederlandse Leeuw (1937).
- Commandeur in de Orde van Leopold II (België 1950).
- Commandeur in de Orde van de H. Gregorius de Grote (Vaticaan 1951).
- Officier in het Legioen van Eer (Frankrijk 1952).
- Commandeur in de Orde van Oranje-Nassau (1958).
- Grootofficier in de Orde van de Eikenkroon (Luxemburg 1959).

### Publicaties van Serrarens
- Ouders en onderwijzers in: Katholiek Sociaal Weekblad, 22 oktober 1910.
- Roomsche kinine tegen roode koorts (Utrecht, 1918).
- Onze Volksbond (Gouda 1920).
- Das Weltwirtschaftsprogramm (Essen 1922).
- De indirecte bestrijding der tuberculose (Utrecht 1923).
- De gemeenschap der volkeren, in: De Gemeenschap 1 (1925) 1.
- De revolutie van het hakenkruis (Utrecht, 1933).
- Het probleem Oostenrijk (Utrecht 1934).
- Rusland en het Avondland (Utrecht, 1948).
- Het Wereldvakverbond en het Internationaal Christelijk Vakverbond (Den Haag 1948).
- De Benelux en West-Europese Unie (Den Haag 1948).

## Trivia
In 1927 liet Serrarens in Bilthoven door  Alexander Kropholler de villa Ithaka bouwen, die hij tot zijn dood bewoonde.